# Gli amici delle vacanze
Gli amici delle vacanze (Vacation Friends) è un film del 2021 diretto da Clay Tarver.

## Trama
Marcus ed Emily sono in vacanza in Messico, dove intende fare la proposta. Il suo piano viene rovinato quando prima la loro stanza viene allagata e poi un impiegato dell'hotel rovina la sorpresa. Senza altra scelta, Marcus le propone la proposta sul posto nell'atrio e lei accetta. Ron e Kyla, selvaggi e spensierati, assistono al loro momento speciale, invitandoli a stare con loro nella loro lussuosa suite.
I quattro trascorrono le vacanze insieme, inclusa la fuga di Marcus ed Emily. Entrambi perdono conoscenza a causa del consumo eccessivo di alcol, ma Marcus riprende brevemente conoscenza durante quella che sembra essere Kyla che fa sesso con lui. Il giorno successivo, Emily non ricorda nulla della notte prima e Marcus decide di mantenere segreto ciò che ricorda. Alla fine della loro vacanza, Marcus ed Emily decidono di tagliare i ponti con Ron e Kyla.
Sette mesi dopo, Marcus ed Emily celebrano il loro matrimonio ufficiale, ospitato dai genitori di Emily, Harold e Suzanne. Loro, soprattutto Harold, non approvano Marcus, in parte a causa di un incidente in cui Marcus ha preso a pugni il fratello di Emily, Gabe. Harold affida a Marcus gli anelli del matrimonio, che appartenevano ai bisnonni di Emily.
Prima della cerimonia, Ron e Kyla irrompono nel ricevimento dopo aver scoperto online il luogo del matrimonio. Harold è inizialmente furioso per l'intrusione, ma accoglie immediatamente la coppia dopo aver appreso che Ron era un compagno di Berretto Verde . Kyla rivela di essere incinta e Marcus è "direttamente coinvolto" nella gravidanza, facendogli credere di essere il padre del bambino. Il giorno successivo, Ron parla con Harold, convincendolo a dare a Marcus una seconda possibilità. Un Marcus grato sceglie Ron come testimone e Ron convince Marcus ad affidargli gli anelli.
Il giorno dopo, gli uomini vanno a giocare a golf, con Gabe e il suo amico. Con dispiacere di Marcus, Ron suggerisce di scommettere sul gioco. A metà del round, Ron rivela di aver finanziato le scommesse impegnando le fedi nuziali. Alla buca finale, Ron fa una scommessa massiccia che riuscirà a colpire il 18esimo green in un solo colpo. Nonostante Ron inizialmente abbia guardato il green sbagliato, costringendolo a fare un tiro da 375 yard per vincere la scommessa, miracolosamente affonda un buco in uno per vincere la scommessa.
Dopo essere tornato al banco dei pegni per recuperare gli anelli, Ron fa cadere accidentalmente gli anelli a Marcus in una grata della fogna. Marcus soffoca Ron con rabbia, il quale rivela che un medico gli ha detto che era sterile e che Kyla è rimasta incinta "a causa di Marcus".
Alla cena di prova, Kyla si prepara a fare un discorso, dove sembra che annuncerà che Marcus è il padre di suo figlio. Interrompe, condividendo la storia completa di ciò che crede sia accaduto in Messico, solo per Kyla rivelare che intendono chiamare il bambino solo con il nome di Marcus, e lui non è il padre. Marcus dice ad Harold arrabbiato che gli anelli sono andati perduti e ne consegue una rissa. Fuori dalla sala delle nozze, Marcus ed Emily chiedono con rabbia che Ron e Kyla se ne vadano.
La nonna di Emily, Phyllis, consegna un regalo di nozze da Kyla. La lettera all'interno rivela che Ron aveva perso il suo precedente migliore amico Charlie (in servizio militare) e che il suo rapporto con lei e Marcus lo ha aiutato a riprendersi. Il regalo sono le fedi nuziali, che Ron ha recuperato dalle fogne. Emily e Marcus si rendono conto di aver commesso un errore mandando via Kyla e Ron, quindi alla fine li trovano. I quattro si riuniscono, mentre Ron e Kyla rivelano che stanno finalmente progettando di sposarsi, tenendo la stessa cerimonia in Messico dove Marcus ed Emily si sono sposati, insieme alla loro famiglia e ai loro amici che si uniscono.

## Produzione
Nel marzo 2014 è stato annunciato che Chris Pratt e Anna Faris sarebbero stati i protagonisti del film, con Steve Pink che avrebbe diretto da una sceneggiatura di Tom e Tim Mullen e la 20th Century Fox avrebbe distribuito il film. Nel novembre 2015, è stato riferito che Ice Cube aveva firmato per sostituire Pratt, con Faris non più assegnata. Nel dicembre 2019, è stato annunciato che John Cena , Lil Rel Howery e Meredith Hagner avrebbero invece recitato nel film, con Clay Tarver in sostituzione di Pink, 20th Century Studios incaricato di produrre e Hulu pronta a distribuire. Nel gennaio 2020, Yvonne Orji si è unita al cast del film. Nel marzo 2020 sono stati aggiunti anche Tawny Newsome e Barry Rothbart, e nel settembre 2020 anche Lynn Whitfield, Robert Wisdom e Kamal Bolden hanno firmato come co-protagonisti.
Le riprese principali sono iniziate in Georgia nel marzo 2020. Tuttavia, la produzione è stata interrotta a causa della pandemia di COVID-19, per poi riprendere nel settembre 2020, e si è conclusa nell'ottobre 2020.

## Distribuzione
Il film è uscito su Hulu il 27 agosto 2021 negli Stati Uniti e su Disney+ nei mercati internazionali. È stato rilasciato come titolo di lancio su Star+ il 31 agosto in America Latina. Disney+ Hotstar ha distribuito il film in India il 27 agosto, e in territori selezionati il 3 settembre 2021.

## Sequel
Nel settembre 2021 è stato riferito che un sequel intitolato Honeymoon Friends era in fase di sviluppo, con il cast e Clay Tarver pronti a tornare. Nell'aprile 2023, il film è stato ribattezzato Vacation Friends 2 e la data di uscita è stata fissata al 25 agosto 2023.